# Cyrestinae
Sous-famille
Cyrestinae est une sous-famille de lépidoptères (papillons) appartenant à la famille des Nymphalidae.

## Dénomination
La sous-famille des Cyrestinae a été décrite par l'entomologiste français Achille Guénée en 1865.

## Liste des genres
Tribu Cyrestini
- Cyrestis
- Chersonesia
- Marpesia

Tribu Pseudergolini
- Amnosia
- Dichorragia
- Pseudergolis
- Stibochiona